# Albrecht Dürer festményeinek listája
Az alábbi nem teljes lista Albrecht Dürer bajor festő, grafikus festményeit tartalmazza.

## Festményei időrendben
| Festmény | Cím                                                     | Év              | Technika                                 | Méret                                                 | Múzeum, gyűjtemény                                              |
| -------- | ------------------------------------------------------- | --------------- | ---------------------------------------- | ----------------------------------------------------- | --------------------------------------------------------------- |
|          | Barbara Dürer portréja (diptichonszárny)                | 1490            | olaj, fa                                 | 47 × 38 cm                                            | Germanisches Nationalmuseum, Nürnberg                           |
|          | A művész apjának portréja (diptichonszárny)             | 1490            | olaj, fa                                 | 47.5 × 39.5 cm                                        | Uffizi, Firenze                                                 |
|          | Alliance Coat of Arms of the Dürer and Holper Families  | 1490            | olaj, fa                                 | 47 × 39 cm                                            | Uffizi, Firenze                                                 |
|          | Önarckép                                                | 1493            | olaj, vászon, pergamonról áttéve         | 56.5 × 44.5 cm                                        | Louvre, Párizs                                                  |
|          | Man of Sorrows                                          | 1493 körül      | olaj, fa                                 | 30 × 19 cm                                            | Staatliche Kunsthalle, Karlsruhe                                |
|          | A Szűz és a Gyermek egy boltíves folyosó előtt          | 1495 körül      | olaj, fa                                 | 48 × 36 cm                                            | Magnani Collection, Mamiano near Parma                          |
|          | Portrait of Elector Frederick the Wise of Saxony        | 1496            | tempera, vászon                          | 76 × 57 cm                                            | Gemäldegalerie (Berlin)                                         |
|          | Drezdai oltárkép                                        | 1496            | olaj, vászon                             | 117 × 96,5 cm (középső rész), 114 × 45 cm (each wing) | Gemäldegalerie Alte Meister, Drezda                             |
|          | Szent Jeromos az erdőben                                | 1496 körül      | olaj, fa                                 | 23 × 17 cm                                            | National Gallery, London                                        |
|          | Heavenly scene                                          | 1496 körül      | olaj, fa                                 | 23 × 17 cm                                            | National Gallery, London                                        |
|          | The Seven Sorrows of the Virgin                         | 1496 körül      | olaj, fa                                 | 109 × 43 cm (középső rész), 63 × 46 cm (szárnyanként) | Alte Pinakothek, München és Gemäldegalerie Alte Meister, Drezda |
|          | The Painter's Father [attributed or copy]               | 1497            | olaj, fa                                 | 51 × 40,3 cm                                          | National Gallery, London                                        |
|          | Fiatal nő portréja                                      | 1497            | olaj, vászon                             | 56 × 43 cm                                            | Städel, Frankfurt am Main                                       |
|          | Portrait of a Young Fürleger with Her Hair Done Up      | 1497            | olaj, vászon                             | 56,5 × 42,5 cm                                        | Berlin State Museums. Berlin                                    |
|          | Portrait of a Man                                       | 1497–98         | olaj, fa                                 | 24,2 × 20 cm                                          | Heinz Kisters Collection, Kreuzlingen                           |
|          | Önarckép                                                | 1498            | olaj, fa                                 | 52,5 × 41 cm                                          | Prado, Madrid                                                   |
|          | Lamentation                                             | 1498            | olaj, fa                                 | 147 × 118 cm                                          | Germanisches Nationalmuseum, Nürnberg                           |
|          | Madonna and Child                                       | 1496–1499       | olaj, fa                                 | 52,4 × 42,2 cm                                        | National Gallery of Art, Washington                             |
|          | Lot and His Daughters                                   | 1496–1499       | olaj, fa                                 | 52,4 × 42,2 cm                                        | National Gallery of Art, Washington                             |
|          | Combined Coat-of-Arms of the Tucher and Rieter Families | 1499            | olaj, fa                                 | 28 × 24 cm                                            | Schlossmuseum, Weimar                                           |
|          | Hans Tucher                                             | 1499            | olaj, fa                                 | 28 × 24 cm                                            | Schlossmuseum, Weimar                                           |
|          | Felicitas Tucher, née Rieter                            | 1499            | olaj, fa                                 | 28 × 24 cm                                            | Schlossmuseum, Weimar                                           |
|          | Elsbeth Tucher portréja                                 | 1499            | olaj, fa                                 | 29 × 23 cm                                            | Staatliche Kunstsammlungen, Kassel                              |
|          | Oswolt Krel portréja                                    | 1499            | olaj, fa                                 | 50 × 39 cm (középső rész), 50 × 16 cm (szárnyanként)  | Alte Pinakothek, München                                        |
|          | Portrait of St Sebastian with an Arrow                  | 1499 körül      | olaj, fa                                 | 52 × 40 cm                                            | Accademia Carrara, Bergamo                                      |
|          | Önarckép szőrmebundában                                 | 1500            | olaj, fa                                 | 67,1 × 48,9 cm                                        | Alte Pinakothek, München                                        |
|          | Heracles and the Stymphalian birds                      | 1500            | olaj, fa                                 | 87 × 110 cm                                           | Germanisches Nationalmuseum, Nürnberg                           |
|          | Paumgartner Altar                                       | 1500 körül      | olaj, fa                                 | 155 × 126,1 cm (főpanel), 151 × 61 cm (szárnyanként)  | Alte Pinakothek, München                                        |
|          | Lamentation for Christ                                  | 1500–1503       | olaj, fa                                 | 151 × 121 cm                                          | Alte Pinakothek, München                                        |
|          | Madonna and Child at the Breast                         | 1503            | olaj, fa                                 | 24,1 cm × 18,3 cm                                     | Bécsi Szépművészeti Múzeum, Bécs                                |
|          | Jabach Altarpiece                                       | 1503-1504 körül | olaj, fa                                 | 94 × 51 cm (bal oldal), 94 x 57 cm (jobb oldal)       | Städel, Frankfurt and Wallraf-Richartz Museum, Köln             |
|          | A napkeleti bölcsek imádása                             | 1504            | olaj, fa                                 | 99 × 113,5 cm                                         | Uffizi, Firenze                                                 |
|          | Portrait of a Man                                       | 1504 körül      | olaj, fa                                 | 43 × 29 cm                                            | Szépművészeti Múzeum, Budapest                                  |
|          | Velencei asszony portréja                               | 1505            | olaj, fa                                 | 32,5 × 24,5 cm                                        | Bécsi Szépművészeti Múzeum, Bécs                                |
|          | Salvator Mundi (befejezetlen)                           | 1505            | olaj, fa                                 | 58,1 × 47 cm                                          | Metropolitan Művészeti Múzeum, New York                         |
|          | Burkard von Speyer portréja                             | 1506            | olaj, fa                                 | 31,7 × 26 cm                                          | Royal Collection, London                                        |
|          | Rózsafüzérünnep                                         | 1506            | olaj, fa                                 | 162 × 194,5 cm                                        | Prágai Nemzeti Galéria, Prága                                   |
|          | Portrait of a Young Man                                 | 1506            | olaj, fa                                 | 50 × 40 cm                                            | Palazzo Rosso, Genova                                           |
|          | Madonna with the Siskin                                 | 1506            | olaj, fa                                 | 91 × 76 cm                                            | Berlin State Museums, Berlin                                    |
|          | Krisztus a tudósok között                               | 1506            | olaj, fa                                 | 64,3 × 80,3 cm                                        | Thyssen-Bornemisza Múzeum, Madrid                               |
|          | Velencei asszony portréja                               | 1506–1507       | olaj, fa                                 | 28,5 × 21,5 cm                                        | Berlin State Museums, Berlin                                    |
|          | Ádám és Éva                                             | 1507            | olaj, fa                                 | 209 × 81 cm (szárnyanként)                            | Prado, Madrid                                                   |
|          | Portrait of a Young Man                                 | 1507            | olaj, fa                                 | 35 × 29 cm                                            | Bécsi Szépművészeti Múzeum, Bécs                                |
|          | Allegory of Avarice                                     | 1507            | olaj, fa                                 | 35 × 29 cm                                            | Bécsi Szépművészeti Múzeum, Bécs                                |
|          | Portrait of a Young Girl                                | 1507            | olaj, fa, pergamonról áttéve             | 30 × 20 cm                                            | Berlin State Museums, Berlin                                    |
|          | A Tízezrek mártíromsága                                 | 1508            | olaj, vászon, falemezről áttéve          | 101 × 89 cm                                           | Bécsi Szépművészeti Múzeum, Bécs                                |
|          | Heller Altar (másolat)                                  | 1508–1509       | tempera, olaj, fa                        | 189 × 138 cm (középső rész)                           | Historical Museum, Frankfurt                                    |
|          | Holy Family                                             | 1509            | olaj, fa                                 | 31 × 39 cm                                            | Museum Boijmans Van Beuningen, Rotterdam                        |
|          | A Szentháromság imádása (Landauer oltár)                | 1511            | olaj, fa                                 | 135 × 123,4 cm                                        | Bécsi Szépművészeti Múzeum, Bécs                                |
|          | Madonna és a Gyermek                                    | 1512            | olaj, fa                                 | 49 × 37 cm                                            | Bécsi Szépművészeti Múzeum, Bécs                                |
|          | Emperor Charlemagne and Emperor Sigismund               | 1512 körül      | olaj, tempera, fa                        | 215 × 115 cm (oldalanként, kerettel együtt)           | Germanisches Nationalmuseum, Nürnberg                           |
|          | The Madonna of the Carnation                            | 1516            | olaj, fa                                 | 36 x 25 cm                                            | Alte Pinakothek, München                                        |
|          | Michael Wolgemut portréja                               | 1516            | olaj, tempera, fa                        | 29 × 27 cm                                            | Germanisches Nationalmuseum, Nürnberg                           |
|          | Portrait of a Clergyman                                 | 1516            | olaj, pergamon                           | 41,7 × 32,7 cm                                        | National Gallery of Art, Washington                             |
|          | The Apostles Philip and James                           | 1516            | tempera, fa                              | 45 × 38 and 46 × 37 cm                                | Uffizi, Firenze                                                 |
|          | The Suicide of Lucretia                                 | 1518            | olaj, fa                                 | 168 × 74,8 cm                                         | Alte Pinakothek, München                                        |
|          | The Virgin Mary in Prayer                               | 1518            | olaj, fa                                 | 53 × 43 cm                                            | Berlin State Museums, Berlin                                    |
|          | St Anne with the Virgin and Child                       | 1519            | olaj, tempera, vászon, falemezről áttéve | 60 × 50 cm                                            | Metropolitan Művészeti Múzeum, New York                         |
|          | Portrait of Jakob Fugger the Wealthy                    | 1520 körül      | tempera, vászon                          | 69 × 53 cm                                            | Staatsgalerie, Augsburg                                         |
|          | Emperor Maximilian I                                    | 1519            | olaj, fa                                 | 74 × 61,5 cm                                          | Bécsi Szépművészeti Múzeum, Bécs                                |
|          | Emperor Maximilian I                                    | 1519            | tempera, vászon                          | 83 × 65 cm                                            | Germanisches Nationalmuseum, Nürnberg                           |
|          | Portrait of a Man                                       | 1520            | tempera, vászon, falemezre erősítve      | 40 × 30 cm                                            | Louvre, Párizs                                                  |
|          | Head of a Woman                                         | 1520 körül      | tempera, vászon                          | 25,5 × 21,5 cm                                        | Francia Nemzeti Könyvtár, Párizs                                |
|          | Bernhard von Reesen portréja                            | 1521            | olaj, fa                                 | 45,4 × 31,5 cm                                        | Gemäldegalerie Alte Meister, Drezda                             |
|          | Portrait of a Man (Rodrigo de Almada)                   | 1521            | olaj, fa                                 | 50 × 32 cm                                            | Isabella Stewart Gardner Museum, Boston                         |
|          | St. Jerome in His Study                                 | 1521            | olaj, fa                                 | 60 × 48 cm                                            | National Museum of Ancient Art, Lisszabon                       |
|          | Portrait of a Man with Beret and Scroll                 | 1521            | olaj, fa                                 | 50 × 36 cm                                            | Prado, Madrid                                                   |
|          | Virgin and Child with Saint Anne                        | 1523            | olaj, fa                                 | 75 x 64,5 cm                                          | Porczyński Galéria, Varsó                                       |
|          | Madonna and Child with the Pear                         | 1526            | olaj, fa                                 | 43 × 31 cm                                            | Uffizi, Firenze                                                 |
|          | Jakob Muffel portréja                                   | 1526            | olaj, vászon, falemezről áttéve          | 48 × 36 cm                                            | Berlin State Museums, Berlin                                    |
|          | Hieronymus Holzschuher portréja                         | 1526            | olaj, fa                                 | 51 × 37 cm                                            | Berlin State Museums, Berlin                                    |
|          | Johannes Kleberger portréja                             | 1526            | olaj, fa                                 | 36,5 × 36,5 cm                                        | Bécsi Szépművészeti Múzeum, Bécs                                |
|          | A négy apostol                                          | 1526            | olaj, fa                                 | 212,8 × 76,2 cm (szárnyanként)                        | Alte Pinakothek, München                                        |
|          | Way to Calvary                                          | 1527            | olaj, fa                                 | 32 × 47 cm                                            | Accademia Carrara, Bergamo                                      |